# Wilhelm Hellesen
Frederik Louis Wilhelm Hellesen (født 2. februar 1836 i Kalundborg, død 22. december 1892 på Frederiksberg) opfandt efter eksperimenter i perioden 1876-77 tørelementbatteriet, og i 1887 grundlagde han batterifabrikken Hellesens.
Han hører til det, man kalder "amatøropfindere", men er samtidig et eksempel på, at det ofte er de små opdagelser, der ligger til grund for de helt store forretninger. Lidt hvedemel skabte en batterigigant.
Samme år grundlagde han sammen med finansmanden Hans Valdemar Ludvigsen den fabrik, der senere blev kendt som Hellesens: "Hellesens Enke og V. Ludvigsen" i København, og dermed var "Tigerbatteriets" succes startet.
Hellesens batteriet fik med det samme en enorm succes, og allerede i 1890'erne eksporterede man til 50 lande og havde licensfabrikker i Wien, London og Berlin.
Wilhelm Hellesen nåede ikke selv at opleve den succes, hans batterier fik.
Wilhelm Hellesen var oprindeligt begravet på Frederiksberg Ældre Kirkegård, men gravsted er siden flyttet til Vestre Kirkegård i København.